# Michael Morse
Pour les articles homonymes, voir Morse.
Michael John Morse (né le 22 mars 1982 à Fort Lauderdale, Floride, États-Unis) est un joueur de champ extérieur et de premier but ayant évolué dans la Ligue majeure de baseball de 2005 à 2017.
Il remporte la Série mondiale 2014 avec les Giants de San Francisco et produit le point victorieux dans le dernier match de la finale.

## Carrière

### Ligues mineures de baseball
Michael Morse est un choix de troisième ronde des White Sox de Chicago en 2000. Le 27 juin 2004, les White Sox échangent le receveur Miguel Olivo, le voltigeur Jeremy Reed ainsi que Michael Morse aux Mariners de Seattle, en retour du lanceur Freddy García et du receveur Ben Davis. Morse, qui évoluait toujours dans les ligues mineures au moment de la transaction, poursuit son apprentissage dans l'organisation des Mariners. En juillet 2004, alors qu'il est joueur de ligues mineures, Morse est suspendu pour usage de stéroïdes, qu'il admet avoir consommé en novembre 2003. 

### Mariners de Seattle
Morse fait ses débuts dans les majeures avec les Mariners de Seattle le 31 mai 2005. Il frappe son premier coup sûr en carrière le 3 juin contre le lanceur Doug Waechter des Devil Rays de Tampa Bay, et claque son tout premier coup de circuit le 15 juin aux dépens de Ryan Madson des Phillies de Philadelphie. Morse dispute 72 parties pour les Mariners en 2005 et complète ce passage avec une moyenne au bâton de ,278, trois circuits et 23 points produits.
En septembre 2005, en vertu de la nouvelle politique antidopage du baseball majeur et malgré un grief examiné par un arbitre indépendant, Morse est suspendu 10 matchs par la Ligue majeure de baseball pour sa consommation de stéroïdes dans les ligues mineures en 2003.
Il fait un court séjour de 21 parties pour Seattle en 2006, frappent pour une belle moyenne de ,372 avec 16 coups sûrs en 43 apparitions officielles au bâton, et onze points produits.

### Nationals de Washington

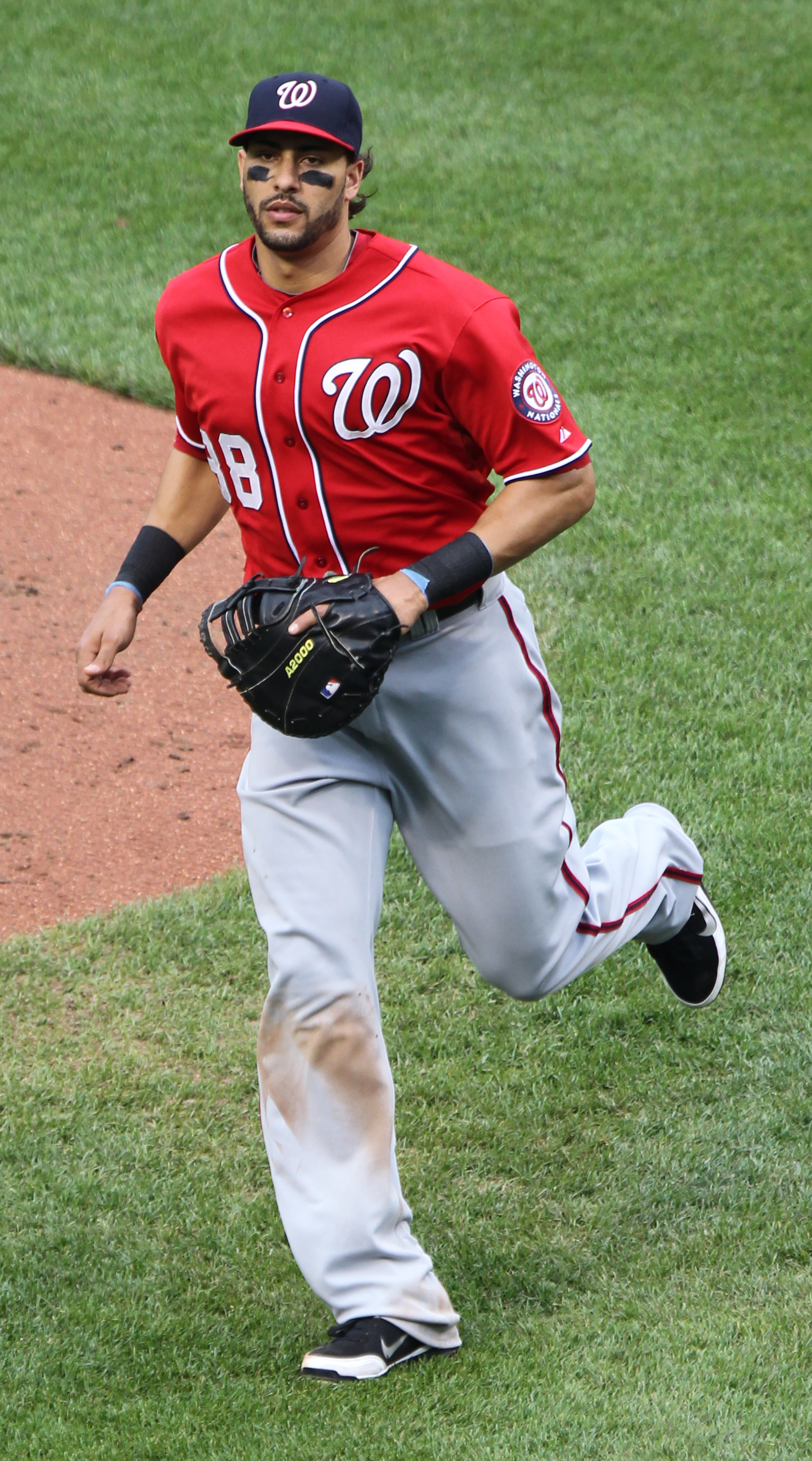
Michael Morse en 2011 avec les Nationals de Washington.

#### Saison 2009
Après n'avoir disputé que 14 matchs avec les Mariners au cours des saisons 2007 et 2008, Morse est échangé le 28 juin 2009 aux Nationals de Washington contre un voltigeur, Ryan Langerhans. Une opération à l'épaule avait mis fin à la saison 2008 du joueur des Mariners dès le mois d'avril. Morse est rappelé des mineures par les Nationals un mois après la transaction, et dispute 32 parties avec eux en fin de saison, frappant pour ,250 avec trois coups de circuit et dix points produits.

#### Saison 2010
En 2010, il maintient une moyenne de ,289 avec Washington, claquant 15 circuits et produisant 41 points. Il réussit également un sommet personnel de 77 coups sûrs dans la saison durant laquelle il a vu le plus d'action depuis le début de sa carrière dans les majeures, soit 98 parties. L'année 2010 est aussi la première saison où Morse est utilisé presque exclusivement comme joueur de champ extérieur, lui qui a entre autres joué à la position d'arrêt-court au début de sa carrière avec Seattle.

#### Saison 2011
En 2011, Morse joue plus de 100 parties en une saison pour la première fois de sa carrière. Il s'avère l'un des joueurs les plus étonnants du baseball après avoir fait un passage jusque-là peu remarqué. Il connaît ses meilleurs moments depuis son entrée dans les majeures alors qu'il maintient une moyenne au bâton de ,303 et une moyenne de puissance de ,550 en 146 parties pour Washington. Avec 31 circuits, il prend le neuvième rang des frappeurs de la Ligue nationale. Il mène les Nationals dans à peu près toutes les catégories offensives : moyenne au bâton, de puissance et de présence sur les buts (,360), coups sûrs (158), points marqués (73), points produits (95), doubles (36) et coups sûrs de plus d'un but (67). Il partage l'année entre le poste de joueur de premier but et de voltigeur de gauche.

#### Saison 2012
Blessé pendant une partie de la saison 2012, Morse participe à 102 parties. Il frappe 18 circuits, produit 62 points et affiche une moyenne au bâton de ,291. En cinq matchs, il frappe pour ,263 avec un circuit et deux points produits dans la Série de divisions entre les Nationals et les Cardinals de Saint-Louis.

### Retour à Seattle
Le 16 janvier 2013, Morse est échangé des Nationals aux Mariners de Seattle dans une transaction à trois clubs qui envoie le receveur John Jaso à Oakland et les lanceurs A. J. Cole, Blake Treinen et Ian Krol à Washington.
Morse frappe pour ,226 de moyenne au bâton avec 13 circuits et 27 points produits en 2013 pour Seattle.

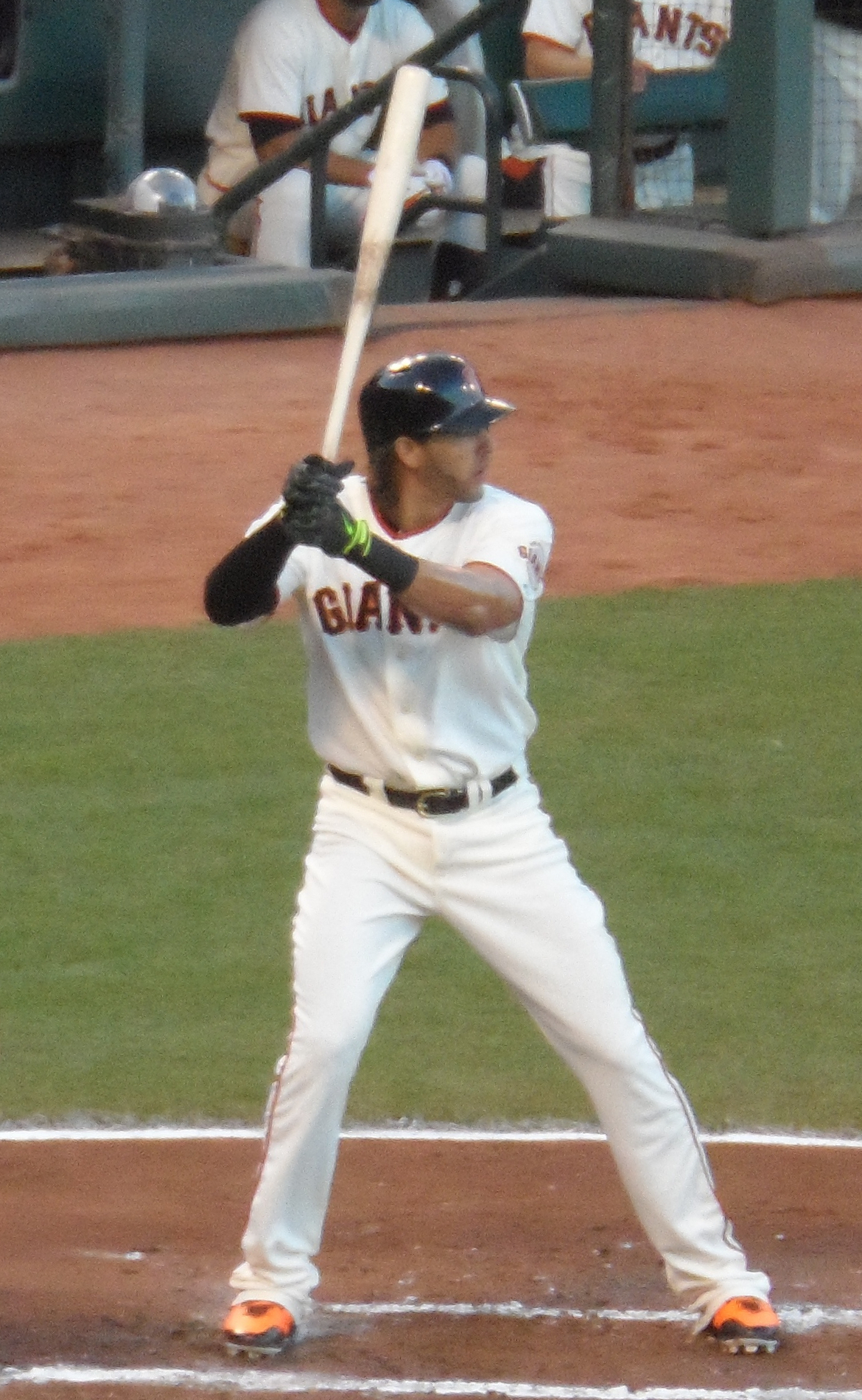
Michael Morse en 2014 avec les Giants de San Francisco.

### Orioles de Baltimore
Le 30 août 2013, les Mariners échangent Morse aux Orioles de Baltimore contre le voltigeur Xavier Avery. Morse ne frappe que 3 coups sûrs en 12 matchs pour Baltimore et termine sa saison 2013 avec une faible moyenne au bâton de ,215 en 88 parties joués, au cours desquelles il claque quand même 13 circuits et récolte 27 points produits.

### Giants de San Francisco
En décembre 2013, Morse rejoint les Giants de San Francisco.
En 131 matchs des Giants en 2014, il maintient une moyenne au bâton de ,279 avec 16 circuits et 61 points produits. Treize de ces circuits sont cependant frappés avant le 5 juin, et il ralentit par la suite.
Son dernier match de saison régulière est joué le 31 août après une blessure à l'oblique et il rate le début des séries éliminatoires mais il rejoint les Giants pendant la Série de championnat de la Ligue nationale. Dans le 5e et dernier match de cette finale, son circuit comme frappeur suppléant en 8e manche crée l'égalité contre les Cardinals de Saint-Louis et est suivi en 9e par le circuit de Travis Ishikawa, l'un des joueurs utilisés au champ gauche en l'absence de Morse, qui propulse les Giants en Série mondiale.
Morse savoure la conquête de la Série mondiale 2014 avec San Francisco. Dans le 7e et dernier match de la grande finale contre les Royals de Kansas City, il produit deux des trois points dans la victoire de 3-2 des Giants, à l'aide d'un ballon sacrifice et d'un simple, cette dernière faisant compter le tout dernier point de la saison en 4e manche.

### Marlins de Miami
Le 17 décembre 2014, Morse signe un contrat de 16 millions de dollars pour deux saisons chez les Marlins de Miami.
En 52 matchs pour Miami, Morse ne frappe que pour ,214 de moyenne au bâton et ne réussit que 4 circuits. Les Marlins le gardent hors du champ extérieur et ne le font jouer qu'au premier but.

### Pirates de Pittsburgh
Le 30 juillet 2015, les Marlins échangent Michael Morse et le lanceur droitier Mat Latos aux Dodgers de Los Angeles en retour de trois lanceurs droitiers des ligues mineures, Jeff Brigham, Victor Araujo et Kevin Guzman. Les Dodgers transigeaient avec Atlanta principalement pour acquérir Latos et ne sont guère intéressés Morse; le lendemain, ils le transfèrent aux Pirates de Pittsburgh en échange du voltigeur José Tabata.